# Leopold Hasner von Artha
Leopold Hasner von Artha (né le 15 mars 1818 à Prague et mort le 5 juin 1891 à Bad Ischl) est une personnalité politique autrichienne membre du Parti libéral allemand.
Il est ministre-président d'Autriche du 1er février au 12 avril 1870.

## Biographie
Leopold Hasner Ritter von Artha est le fils du juriste et fonctionnaire de Prague Leopold Hasner (1788-1864) qui, en 1836, est entré dans la noblesse héréditaire autrichienne et, en 1854, a obtenu le rang héréditaire de chevalier autrichien après s'être vu attribuer la croix de l’Ordre impérial de Léopold. Son autre fils est l’ophtalmologiste Joseph Hasner von Artha. Leopold Hasner von Artha, étudie le droit dans sa ville natale, obtient son doctorat à Vienne en 1842 et est employé de la Hofkammer jusqu’en 1848. Il devient en 1848 rédacteur en chef du journal officiel de Prague, puis professeur agrégé de philosophie du droit en 1849, et enfin professeur de sciences politiques à l’Université de Prague en 1851.
Avec son ami Gustav Biedermann, il est l’un des principaux représentants de l’école de pensée hégélienne en Autriche, dans l’esprit de laquelle il rédige les principes de sa philosophie du droit et de l'histoire et, outre de nombreux articles dans des revues juridiques et artistiques, un Système d’économie politique dont seule la première partie parait en 1888.
À partir de 1861, Hasner travaille dans la vie parlementaire en tant que membre du Parlement régional de Bohême et de la Chambre des députés du Reichsrat. Dès sa première session parlementaire au sein de la Chambre des députés, il rejoint le chef de l’Assemblée, Franz Hein, en tant que vice-président. Après être devenu ministre de la justice, il prend finalement la présidence de la Chambre des députés.
À partir de juin 1863, il est à la tête du Conseil de l’enseignement, une structure qui est de courte durée. En 1865, en tant que professeur de sciences politiques à l’Université de Vienne, il reprend ses fonctions d’enseignant et est également nommé conseiller de la Cour. 
Particulièrement familier des problématiques liées l’enseignement public, il prend la direction du ministère de la Culture et de l’Enseignement dans le cabinet du prince Karl Wilhelm Philipp von Auersperg (le "Ministère des Citoyens", qui dure du 30 décembre 1867 au 1er février 1870). A cette position, il met l’accent sur la création d’une loi sur les écoles primaires, qui est mise en œuvre malgré l’opposition de l’épiscopat autrichien. Parmi les fondements du système éducatif moderne qu’il créé en 1868 et 1869, il faut compter l’indépendance de l’enseignement des Eglises et des communautés religieuses, l’introduction de la Realschule en tant qu’école secondaire à part entière, accessible sans la connaissance du latin, la création de la loi sur les écoles populaires du Reich avec enseignement communautaire interconfessionnel, ainsi que l’ouverture de la faculté de médecine à l’Université d'Innsbruck.
Dans le conflit qui a éclaté entre les membres du ministère Taaffe, Hasner fait partie de la faction de la majorité centralisatrice et, la faction minoritaire ayant démissionné, il est ministre du 1er février au 4 avril 1870, date de sa démission.

## Postérité et hommages
En Autriche, certaines voies de circulation sont nommées d’après lui, dont à Linz-Waldeggla la Hasnerstraße (anciennement Leopold-Hasner-Straße), à Graz (district de Geidorf) la Hasnerplatz, sur laquelle se trouve la Pädagogische Hochschule Steiermark (construite en 1909 en tant qu’établissement d’enseignement), ainsi que la Hasnerstraße à Vienne-Ottakring (16ème arrondissement) .